# Nederländerna i olympiska sommarspelen 1948
Nederländerna deltog med 149 deltagare vid de olympiska sommarspelen 1948 i London. Totalt vann de fem guldmedaljer, två silvermedaljer och nio bronsmedaljer.

## Medaljer

### Guld
- Fanny Blankers-Koen - Friidrott, 100 meter.
- Fanny Blankers-Koen - Friidrott, 200 meter.
- Fanny Blankers-Koen - Friidrott, 80 meter häck.
- Fanny Blankers-Koen, Xenia Stad-de Jong, Netty Witziers-Timmer och Gerda van der Kade-Koudijs - Friidrott, 4 x 100 meter.
- Nel van Vliet - Simning, 200 meter bröstsim.

### Silver
- Gerrit Voorting - Cykling, linjelopp.
- Alida van der Anker-Doedens - Kanotsport, K-1 500 meter.

### Brons
- Wim Slijkhuis - Friidrott, 1 500 meter.
- Wim Slijkhuis - Friidrott, 5 000 meter.
- André Boerstra, Henk Bouwman, Piet Bromberg, Harry Derckx, Han Drijver, Dick Esser, Roepie Kruize, Jenne Langhout, Dick Loggere, Ton Richter, Eddy Tiel och Wim van Heel - Landhockey.
- Koos de Jong - Segling, firefly.
- Adriaan Maas och Edward Stutterheim - Segling, starbåt.
- Marie-Louise Linssen-Vaessen - Simning, 100 meter frisim.
- Marie-Louise Linssen-Vaessen, Margot Marsman, Irma Heijting-Schuhmacher och Hannie Termeulen - Simning, 4 x 100 meter frisim .
- Abraham Charité - Tyngdlyftning, +82,5 kg.
- Cor Braasem, Ruud van Feggelen, Henny Keetelaar, Nijs Korevaar, Joop Rohner, Frits Ruimschotel, Piet Salomons, Frits Smol och Hans Stam - Vattenpolo.